# Topaz (película)
Topaz es una película estadounidense de 1969 del género suspense, dirigida por Alfred Hitchcock y con Frederick Stafford, Dany Robin, Claude Jade, Michel Subor, Karin Dor, John Vernon, Michel Piccoli, Philippe Noiret y John Forsythe en los papeles principales. 
La película está basada en la novela homónima escrita por Leon Uris y publicada en 1967 por McGraw-Hill.

## Argumento
La trama de la película comienza en 1962, en el ámbito de la Guerra Fría, con un imponente desfile militar del Ejército Rojo en la Plaza Roja. Mientras, en Copenhague, un oficial de los servicios de espionaje soviéticos, Boris Kusenov (Per-Axel Arosenius), con la ayuda de los agentes de la CIA, deserta a Estados Unidos junto con su esposa e hija.

### En los Estados Unidos
El desertor soviético revela a los agentes de la CIA dos datos fundamentales: Cuba va a recibir misiles de la Unión Soviética y existe dentro de los servicios de inteligencia franceses una organización llamada Topaz, que traspasa información de la OTAN a la Unión Soviética mediante un «topo».
El agente estadounidense Nordstrom (John Forsythe), que había sido el interrogador de Kusenov, informa a su colega y amigo 
André Devereaux (Frederick Stafford), del Servicio de Documentación Exterior y Contraespionaje francés, de la existencia de un documento firmado por los gobiernos de Cuba y la Unión Soviética en el que se establecían las bases de las relaciones militares y todo lo concerniente a los misiles soviéticos en Cuba. Dicho documento estaba en poder de Enrique Parra (John Vernon), delegado de Cuba ante la Organización de las Naciones Unidas que estaba en Nueva York para asistir a una asamblea, por lo que le pide a Devereaux que intente hacerse con una copia de dicho documento.
Andre acompañó a su hija Michèle (Claude Jade) y al marido de esta François (Michel Subor) en su viaje de luna de miel a Nueva York. En Nueva York, André contacta a uno de sus agentes, Philippe Dubois (Roscoe Lee Browne), que consigue una entrevista con Parra bajo el pretexto de escribir un reportaje para la revista Ebony. Aprovechando el barullo en la embajada de Cuba (ubicada en Harlem), la venalidad de un secretario y la soberbia de Parra que acepta saludar desde el balcón a las masas, Dubois consigue sacar unas fotos del texto del acuerdo. Pero al ser descubierto, debe darse a la fuga perseguido por los guardias de la embajada. Ya en la calle, finge atropellar a André para pasarle la cámara y desaparece entre la muchedumbre. Un guardaespaldas de Parra llega, pone a André de pie, lo observa de arriba abajo y finalmente le suelta.
Ahora a los agentes de la CIA solo les faltan fotos de los misiles en Cuba y Nordstrom propone a André ir a Cuba para conseguirlas

### En Cuba
André vuela a Cuba como agregado comercial de la embajada francesa, a pesar de la ira y el ansia de su esposa Nicole (Dany Robin) quien sospecha que él tiene una amante en Cuba. En efecto, André tiene una amante, la hermosa morena Juanita de Córdoba (Karin Dor), joven viuda de un héroe de la revolución. Juanita es ahora una espía contrarrevolucionaria, comanda una red anticastrista e incluso aprovecha sus estrechas relaciones con Parra para conseguir información de primera mano.
Al llegar a casa de Juanita, André encuentra a Parra que se despide y los dos rivales se desafían mutuamente. Luego, en la alcoba y antes de acostarse, el agente francés pide a su amante que consiga, si es posible, fotos de los misiles.
Juanita envía a una pareja de sus sirvientes al puerto bajo el pretexto de una comida campestre. Allí sacan fotos de los buques rusos descargando los misiles, pero son descubiertos, detenidos y llevados a la sede de la Dirección General de Inteligencia (DGI). Donde serán torturados, pero no sin antes esconder su cámara en la viga hueca de un puente, donde un peón de Juanita la recoge. La película es rápidamente revelada y las imágenes transferidas a un microfilm que es escondido en la máquina de escribir de André.
Entretanto, André presencia, como empleado de la embajada, una gran arenga de Fidel Castro al pueblo, donde el guardaespaldas de Parra lo reconoce. A su vez, en el sótano de la DGI la criada de Juanita balbucea en la oreja de Parra el nombre de su jefe: Juanita de Córdoba. Inmediatamente se organiza una redada en la casa de Córdoba en la cual se hacen pesquisas y se confirma la traición. Parra toma en sus brazos a Juanita, la estrecha y susurrando le dice que no quiere que los verdugos descuarticen tan hermoso cuerpo. Tras lo cual le dispara una bala en el corazón. Seguidamente llama al aeropuerto para que detengan a André, pero el francés acaba de despegar. Los aduaneros no hallaron nada extraño en su equipaje.
Para su sorpresa, en Washington D. C. no halla a su esposa, Nicole ha vuelto sola a París. Además sus jefes están furiosos, ¿qué hizo en Cuba para que La Habana se quejara de la «actitud inamistosa» del agregado francés? André decide inmediatamente ir tras los pasos de su esposa.

### En París
En París halla a su esposa y su hija Michèle, en un intento por reconciliarse. También organiza una reunión para sus amigos y colegas en el restaurante de lujo Chez Pierre, buscando revelar la identidad del topo. El servicio empieza y André declara que hay un espía sentado a la mesa. En el silencio repentino solo Jarré (Philippe Noiret) empieza a comer vorazmente el paté de hígado y a beber grandes tragos de vino. En su estado de nerviosismo, dice que a él le parece que esto es solo un intento de desinformación por parte de los rusos, pues que sabe de fuente fidedigna que Kusenov ha muerto hace dos años. Y se va.
Pero en la tarde, Jarré, muy inquieto, va a ver su jefe en la red Topaz, Granville (Michel Piccoli). Un alto funcionario francés, viejo amigo de André. Granville en vez de calmar a Jarré, le reta. Ha atraído la atención y además le molesta porque está esperando a una visita galante. Al desperdirse se encuentra a Nicole, era ella a quien Granville esperaba. Y mientras se abrazan en el vestíbulo se puede ver colgada al muro una vieja foto en un cuadro, Nicole entre Granville y André, con cazadoras, boinas y fusiles, juveniles y amistosos, tomados durante sus años en la Resistencia francesa, unas dos décadas atrás. 
André, que ahora sospecha de Jarré, le envía a su yerno François (un periodista y caricaturista) para que le hostigue con el pretexto de hacerle una entrevista para un periódico; pero Jarré, acorralado, llama a sus guardaespaldas. André y Michèle, alarmados, llegan poco después al piso y lo hallan muerto, caído de su balcón sin una huella de François. Después, el padre y su hija regresan a su piso, donde Nicole les espera. De repente llega François vacilante, los guardaespaldas le golpearon, pero pudo recobrar el sentido. Les oyó llamar a un número de teléfono y se dio a la fuga. Pero el joven recuerda el número y André averigua que éste es el de su viejo amigo Granville. Nicole ve al retrato de Jarré y entiende que su amante es el jefe de la red Topaz. Sin poder soportarlo, con sus ojos llenos de lágrimas le confiesa todo a su familia.

### Finales alternativos
1. Hitchcock fue llamado fuera por asuntos familiares urgentes y uno de sus asistentes, Herbert Coleman, fue quien rodó el final de la película. El mismo consiste en una escena donde André y Granville se enfrentan en un estadio. Pero las pruebas antes del estreno no fueron buenas y finalmente éste fue desechado.
2. Por ello, Hitchcock elaboró otro alternativo: Granville toma un avión y se refugia en la Unión Soviética. Éste es el que se estrenó en el Reino Unido.
3. Para la Unión Europea, en especial para Francia, se creó un final recortado, en el cual Granville, después de ser expulsado de una cumbre diplomática, se mata de un balazo en su departamento. Solo se ven las cortinas cerradas y se oye un disparo.

## Reparto / Doblaje
- Frederick Stafford - André Devereaux - José Luis Sansalvador
- Dany Robin - Nicole Devereaux - Elsa Fabrégas
- Claude Jade - Michèle Picard - Rosa Guiñón
- Michel Subor - François Picard - Manuel Cano
- Karin Dor - Juanita De Cordoba - María Luisa Solá
- John Vernon - Rico Parra - Pepe Mediavilla
- Michel Piccoli - Jacques Granville - Dioniso Maciás
- Philippe Noiret - Henri Jarre - Joaquín Díaz
- John Forsythe - Michael Nordstrom - Rafael Luis Calvo

## Comentarios
- Cuando se estrenó, la película no fue un éxito. Su anticomunismo fue juzgado de demasiado corto alcance y además Fidel Castro era en los años 60 ídolo para muchos en Occidente.
- La posición de la pareja torturada asemeja a la Piedad de Miguel Ángel.
- Se ha afirmado que el guion se aproxima mucho al de la película The sapphire affair, mientras que el personaje de André recuerda al espía francés Philippe Thyraud de Vosjoli.
- La fuga de Granville a la Unión Soviética fue rechazada por el gobierno francés y por ello se debió rodar un final alternativo para el estreno en ese país.
- En Francia el título fue cambiado por L'Etau (El torno), porque «Topaze» era ya el título de varias adaptaciones de una obra de teatro epónima de Marcel Pagnol.
- Hitchcock aparece en el aeropuerto con una mujer que lo lleva en silla de ruedas. Él ve a un conocido, se levanta a saludarlo y ambos se retiran caminando.
- El actor Philippe Noiret (Jarré) se había fracturado una pierna pocos meses antes del rodaje y debía usar muletas. Por ello se adaptó el guion para que su personaje padeciera gota.
- Recordar un número de teléfono al que otro hablara era fácil en la década de los 60, pues para hablar había que cargar la bobina y pedir el número a la operadora.
- Aunque la película Topaz sea muy moderna por su ritmo y sus ambientes, queda desactualizada por el hecho de que todos los personajes hablan inglés. Hoy en día es costumbre el empleo de subtítulos cuando se oye una lengua que no es la principal.

## Cameo del director
Hitchcock aparece en el aeropuerto con una mujer que le lleva en silla de ruedas. Hitchcock ve a un conocido, se levanta a saludarle y ambos se retiran caminando.